# Leonid Iwanowitsch Kubbel

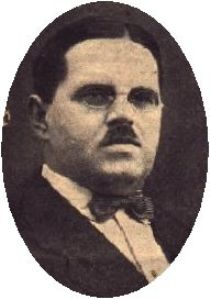
Leonid Kubbel

Leonid Iwanowitsch Kubbel (russisch Леонид Иванович Куббель, ursprünglich Karl Arthur Leonid Kubbel; * 25. Dezember 1891jul. / 6. Januar 1892greg. in St. Petersburg; † 18. April 1942 in Leningrad) war ein russischer Schachkomponist.

## Biographie
Von Beruf war Leonid Kubbel Chemie-Ingenieur.
Seine beiden Brüder befassten sich ebenfalls mit der Schachkomposition. Arwid Kubbel publizierte etwa 500 Kompositionen der Böhmischen Schule, vorwiegend Dreizüger. Der jüngere Jewgeni Kubbel (* 23. Oktober 1894; † 1942) verfasste über 150 Aufgaben, vor allem Zweizüger. Leonid Kubbel und sein Bruder Jewgeni starben während der Leningrader Blockade und wurden mit weiteren Blockadeopfern in einem Massengrab beigesetzt.
Arwid wurde am 21. November 1937 verhaftet. Die Verhaftung wurde geheim gehalten und später die Falschmeldung verbreitet, dass er in einem sibirischen Gulag an Nephritis gestorben sei. Tatsächlich wurde er am 11. Januar 1938 erschossen, später in der Tauwetter-Periode rehabilitiert.
Die Vorfahren der Kubbels waren Deutsche.

## Schachkomposition
Kubbel komponierte etwa 2300 Schachaufgaben (vorwiegend Dreizüger) und mehr als 500 Studien. Über 500 Kompositionen erhielten Auszeichnungen, darunter waren 120 erste Preise. Kubbel leitete verschiedene Schachspalten und beeinflusste mit seinen Ansichten Entwicklungslinien in der Schachkomposition.
Seine erste Studie schuf er laut seinem Buch 150 Endspielstudien 13-jährig 1904. Zu Beginn vertrat Kubbel Positionen der Altdeutschen und Böhmischen Schule, doch Ende der 1920er Jahre kam er zu dem Schluss, dass sich viele Kombinationen nicht künstlerisch mit Mustermatt darstellen lassen. Bis 1911 komponierte er vorwiegend Schachaufgaben. Löwenfisch hielt sie für „vollkommene künstlerische Erzeugnisse“. Es folgte eine Unterbrechung von drei Jahren, erst 1914 komponierte Kubbel erneut. Ab 1918 komponierte er nahezu ausschließlich Studien. Sie erschienen jedoch erst 1921 in „Listok Petrogubkommuny“. Kubbel beschäftigte sich mit Ideen der neudeutschen Schule. Löwenfisch lobte Aufbau, Ökonomie und Reinheit von Kubbels Studien, der nach Löwenfischs Meinung einen eigenen Stil entwickelt hatte.
|   | a | b | c | d | e | f | g | h |   |
| 8 |   |   |   |   |   |   |   |   | 8 |
| 7 |   |   |   |   |   |   |   |   | 7 |
| 6 |   |   |   |   |   |   |   |   | 6 |
| 5 |   |   |   |   |   |   |   |   | 5 |
| 4 |   |   |   |   |   |   |   |   | 4 |
| 3 |   |   |   |   |   |   |   |   | 3 |
| 2 |   |   |   |   |   |   |   |   | 2 |
| 1 |   |   |   |   |   |   |   |   | 1 |
|   | a | b | c | d | e | f | g | h |   |

Auf den ersten Blick erscheint es unmöglich, angesichts des schwarzen Bauern auf a3 diese Partie zu gewinnen. Weiß kann jedoch ein überraschendes Mattmotiv ins Spiel bringen.
Lösung:
1. Sb8–c6! (droht Sc6–b4+ mit Blockade des a-Bauern)

1. … Kd5xc6 (falls 1. … a2 2. Sb4+ und Sxa2)

2. Lh4–f6 Kc6–d5 (2. … Kc5 3. Le7+)

3. d2–d3! a3–a2

4. c2–c4+ Kd5–c5 (4. … bxc3 e.p. 5. Lxc3)

5. Ka6–b7! a2–a1D (nach 5. … Kd6 oder Kb4 kann Weiß mit 6. Lxd4 den a-Bauern stoppen)

6. Lf6–e7 Mustermatt
Das einleitende Springeropfer dient allein dem Gewinn eines Tempos. Sofortiges 1. Lf6 wäre nach 1. … a2! zu langsam. Durch das Opfer geht die Deckung des Felds c6 verloren, was das Mattfinale besonders überraschend erscheinen lässt; der weiße König hat tatsächlich Zeit, sie im 5. Zug wiederherzustellen.

## Werke
- Kubbel, Leonid Iwanowitsch: O prawilnych i neprawilnych matach w troichchodowkach. Sadatschi i etjudy, Vol. 5, 1928
- Kubbel, Leonid Iwanowitsch: O nowoj trjochchodowke. Sadatschi i etjudy, Vol. 6, 1929
- Kubbel, Leonid Iwanowitsch: Moj twortscheski put., Schachmaty w SSSR, 1940, Heft 2